# الغائب الحاضر

مخيم للفلسطينيين في جرمانا بسوريا 1948

الغائب الحاضر هو مصطلح يطلق على الفلسطينيين الذين طردتهم العصابات الصهيونية وأجبرتهم على الفرار من منازلهم خوفا من الموت وهتك الأعراض الذي كانت تقوم به العصابات الصهيونية في فلسطين قبل وخلال حرب 1948 ولكنهم بقوا داخل فلسطين في الأراضي التي أقامت عليها المنظمة الصهيونية دولة إسرائيل، ويشار أيضا إلى هؤلاء الفلسطينيين بالإضافة إلى مصطلح الغائب الحاضر بنازحي الداخل، وهذا المصطلح ينطبق أيضا على أبناء وأحفاد الفلسطيني الذي نزح داخليا ، وفي عام 1950 كان تعدادهم 46000 نازح من أصل 156000 فلسطيني ظلوا داخل إسرائيل.
لا يسمح للغائبين الحاضرين بالعيش في منازلهم التي طردوا منها، حتى وإن كانوا يعيشون في نفس المنطقة ولا يزال موجود لديهم عقد الملكية الذي يثبت بأنهم أصحاب تلك المنازل والأراضي التي طردوا منها، حيث تعتبر الحكومة الإسرائيلية منازل وأراضي الحاضرين الغائبين من ممتلكات الغائبين بحجة أنهم تركوها، حتى وإن لم يكونوا ينوون تركها لأكثر من بضعة أيام وأنهم فعلوا ذلك رغما عنهم وليس بإرادتهم واختيارهم.

## التعريف
إذا كان مصطلح الغائب الحاضر يقتصر على الفلسطينيين الذين هُجِروا من منازلهم وأراضيهم في حرب 1948 وما أعقبها من أحداث وذريتهم، وتعدادهم يبلغ نحو 274,000 فلسطيني من بين العرب الذين يعيشون داخل إسرائيل، أو 1 من كل 4 فلسطينيين في إسرائيل.
الغالبية العظمى من الغائبين الحاضرين مسلمون (90٪) وهناك نحو 10٪ من المسيحيين، كما أنه لا يوجد بينهم دروز، حيث أنه لم تدمر أي قرية درزية في حرب 1948، كما أنه لم يترك الدروز منازلهم وأراضيهم لفترة طويلة.
تضيف منظمات الدفاع عن حقوق المواطنين العرب الفلسطينيين في إسرائيل إلى أعداد الغائبين الحاضرين 110,000 بدوي  أجبروا على النزوح من منطقة مغلقة تحت الحكم العسكري في صحراء النقب في عام 1949، كما أن إحصائيات أخرى تضيف إلى أعداد الغائبين الحاضرين العرب الذين نزحوا داخل إسرائيل بسبب الهدم المستمر للبيوت التي تتحجج الحكومة الإسرائيلية بأنها غير مرخصة أو أنها تقع في قرى غير معترف بها من قبل الحكومة الإسرائيلية، أكبر تعداد تم إحصائه لعدد المشردين داخليا هو ما بين 250,000 - 420,000 فلسطيني.
أما في السنوات الأخيرة أصبح يشار إلى الفلسطينيين الذين نزحوا جراء بناء جدار الفصل العنصري الإسرائيلي في الضفة الغربية على أنهم من مشردي الداخل، ويقدر عددهم ما بين 24500 و57000 فلسطيني.

## الحاضر الغائب
أصبحت ممتلكات الغائبين الحاضرين تحت سيطرة الحكومة الإسرائيلية، أما بالنسبة للغائبين الحاضرين فبخلاف اللاجئين الفلسطينيين الآخرين تم إعطاء الغائبين الحاضرين حق المواطنة في إسرائيل حسب قانون المواطنة الإسرائيلي من يوليو عام 1952، وهذا القانون لا يشمل أي فلسطيني نزح داخليا بعد عام 1952 دون أن يكون قد حصل على حق المواطنة قبل عام 1952.

## في الوقت الحاضر
اليوم البدو المشردين داخليا يعيشون في 49 «قرية غير معترف بها» في النقب والجليل، في حين أن بقية الفلسطينيين الذين بقوا مشردين داخليا يعيشون في نحو 80 بلدة وقرية في الجليل مثل قرية عين حوض، وهناك أيضا من يعيش منهم في قرية عين رافا القريبة من القدس.
كما أنه نصف عدد سكان مدينتي الناصرة وأم الفحم هم من المشردين داخليا الذين جاءوا إلى المدينتين من المدن المجاورة والقرى المدمرة عام 1948.

## أبحاث في شؤون نازحي الداخل
هناك عدد قليل من الكتب التي تركز على موضوع الفلسطينيين النازحين داخليا في إسرائيل والفلسطينيين النازحين داخليا عبر الخط الأخضر.
في عام 1991 أجرى الكاتب وناشط السلام الإسرائيلي ديفيد غروسمان عدة مقابلات مع مواطنين فلسطينيين في إسرائيل، ونشر هذه المقابلات في كتاب بعنوان «الحاضر الغائب» (بالعبرية:נוכחים נפקדים/Nokhehim Nifkadim)، وكان عنوان النسخة الإنجليزية من الكتاب Sleeping on a Wire: Conversations with Palestinians in Israel.
قال نور مصالحة في مقدمته «كانت المفارقة في لقب الحاضرين الغائبين، في أن ممتلكاتهم ومنازلهم أخذتها منهم الدولة وسيطرت عليها، مما يجعلهم لاجئين ومنفيين داخل وطنهم»،  الكتاب يستخدم التاريخ الشفوي والمقابلات مع نازحي الداخل لدراسة الهوية الفلسطينية والذاكرة، وحقوق السكان الأصليين، والحماية الدولية، وحق العودة، وإيجاد حل عادل في فلسطين التاريخية.